# Abri Hyak
L'abri Hyak, en anglais Hyak Shelter, est un refuge de montagne américain du comté de Clallam, dans l'État de Washington. Situé à 421 mètres d'altitude dans les montagnes Olympiques, il a été construit vers 1928 par le Service des forêts des États-Unis dans un style rustique. Protégé au sein du parc national Olympique, il est inscrit au Registre national des lieux historiques depuis le 13 juillet 2007.